# Manduca pellenia
Manduca pellenia är en fjärilsart som beskrevs av Herrich-Schäffer 1854. Manduca pellenia ingår i släktet Manduca och familjen svärmare. Inga underarter finns listade i Catalogue of Life.